# 青春残酷物语
《青春殘酷物語》（日语：青春残酷物語），1960年日本電影，片长96分钟，导演大岛渚。这是他的第二部作品，此片以新颖的手法表达了强烈的反体制思想和对“性”与“暴力”独特见解，作品严肃地剖析社会，唤起青年一代的共鸣。

## 劇情
新莊真琴搭順風車時被司機騷擾，偶遇藤井清出面解救。阿清帶真琴約會，先是去看安保斗争抗議美日安保條約，然後在河上騎摩托艇，最後強奸了她。一天，真琴在阿清經常光顧的酒吧等他，不料被一群拐賣婦女的歹徒盯上。阿清與歹徒搏鬥，他們才同意放過兩人，但索要了一筆錢財。兩人墜入愛河，真琴花很多時間和他在一起，被姐姐由紀斥責，她索性決定和他同居。為了賺錢，真琴決定去搭車勾引司機，阿清騎摩托車跟著，真琴下車後再由阿清出面勒索。有一次，她搭上了一位名叫堀尾的政客的車，她和堀尾聊得很高興，所以她沒有讓阿清勒索他。
真琴發現自己懷孕后，阿清叫她去墮胎，但他還想讓她再勒索一次，她拒絕了。堀尾來接她，她打電話給阿清問她是否可以在堀尾家過夜，但線路佔線了。阿清向他正在約的富婆借錢，把錢給真琴時，她告訴他她和堀尾睡過。爲了報復，他找到了堀尾並從他那裡搶走了一筆錢，告訴他他只是真琴的又一個目標而已。真琴在由紀以前的情人秋本透的診所非法墮胎后，和阿清一起因敲詐勒索被捕。兩人坦白後在富婆的幫助下獲釋，秋本透被捕。
阿清與真琴分手，這樣他們就不會再給彼此造成傷害了。歹徒找到阿清，因為阿清用來敲詐勒索的摩托車是向他們藉的，而這輛摩托車又是歹徒偷來的，導致兩名歹徒被捕。他們要求他把真琴讓給他們，阿清拒絕後被殺害。與此同時，真琴搭上一位過路人的車，她想下車但他不讓她下，於是她跳下車，死了。

## 演员
- 桑野美雪（日语：桑野みゆき） 饰 新庄真琴
- 川津祐介（日语：川津祐介） 饰 藤井清
- 久我美子 饰 新庄由紀
- 濱村純（日语：浜村純） 饰 新庄正博
- 氏家慎子 饰 坂口政枝
- 森島亞樹 饰 石川陽子
- 田中晋二 饰 伊藤好巳
- 富永由紀（日语：富永ユキ） 饰 西岡敏子
- 渡边文雄（日语：渡辺文雄 (俳優)） 饰 秋本透
- 俵田裕子 饰 吉村茂子
- 小林俊子（日语：小林トシ子） 饰 下西照子
- 佐藤慶（日语：佐藤慶） 饰 松木明
- 林洋介 饰 樋上功一
- 松崎慎二郎 饰 寺田登
- 堀惠子 饰 津田春子
- 水島信哉 饰 愚連隊男子
- 春日俊二（日语：春日俊二） 饰 开雪佛蘭的男子
- 山茶花究（日语：山茶花究） 饰 开帕卡德的紳士
- 森川信（日语：森川信） 饰 开水星的紳士
- 田村保 饰 开福特的男子
- 佐野浅夫（日语：佐野浅夫） 饰 調查的偵探
- 城所英夫（日语：城所英夫） 饰 藤井清的哥哥
- 二本柳寬 饰 紳士

## 外部連結
- 豆瓣电影上《青春残酷物语》的資料 （简体中文）
- 互联网电影数据库（IMDb）上《青春残酷物语》的资料（英文）
- 青春残酷物语 - 日本电影数据库
- AllMovie上《青春残酷物语》的资料（英文）
- 爛番茄上《青春残酷物语》的資料（英文）